# Lars Irebro
Lars "Lasse" Lennart Irebro (tidigare Karlsson), född 18 september 1921 i Linköpings domkyrkoförsamling, död 28 maj 2017 i Örebro var en svensk landslagsspelare i handboll. I början spelade han som vänstersexa senare som vänsternia.

## Karriär

### Klubblagsspel[3]
Lars Karlsson, som han då hette, startade karriären 16 år gammal i Karle IF:s juniorlag som vänsterforward. Karle IF är idag bara en fotbollsklubb men så var det inte 1937. Han spelade sedan för två militära idrottsföreningar F3 IF, F3 IF - Kungliga Östgöta Flygflottiljs IF,och T1 IF - Kungliga Göta Trängkår T1 IF, innan han började spela för IFK Linköping. 1948 senast började han spela för Örebro SK.
Under 1950-talet tillhörde Örebro SK:s handbollslag ett av Sveriges bästa, och en  del av anledningen stavas Lars Irebro. Han beskrivs som en hårdskjutande spelare – svår för motståndarna att stå upp emot. Med klubben vann Lars Irebro: SM-guld 1954, 1956 och 1957. "På den tiden hade alla spelare heltidsjobb, handbollen var en hobby.  Vi fick fem kronor per match och sedan påökt till en tia", berättade Lars Irebro i Nerikes Allehanda vid ÖSK:s hundraårsjubileum.

### Landslagsspel
Under åren 1950 till 1956 spelade Lars Irebro 16 landskamper för Sverige och en pressmatch för Sverige. Landslagsdebut  1950 mot Danmark i Lund. Lars Irebro deltog inte i något mästerskap så han har inga internationella meriter.
Lars Irebro var i det civila anställd som polis.